# لوريس حلاس
لوريس حلّاس، سياسية وناشطة أردنية. تعتبر أول امرأة أردنية تحصل على لقب "سفيرة".

## العمل
ساهمت لوريس بتأسيس الاتحاد النسائي الأردني عام 1951 مع إميلي بشارات. عملت لوريس حلاس مساعدةً لرئيس البعثة الدبلوماسية الأردنية في هيئة الأمم المتحدة عام 1969. كما عملت مستشارةً لرئيس الوزراء، ومستشارة لوزير السياحة، وفي قطاع الصحافة أيضاً. انتُخبت عضواً في لجنة أخلاقيات السياحة التابعة لمنظمة السياحة العالمية وممثلة المنظمة في منطقة الشرق الأوسط. رأست جمعية الشابات المسيحيات وعدداً آخر من مؤسسات المجتمع المحلي والخدمة العامة في الأردن.

## التكريم
تعتبر لوريس أول امرأة تتقلّد وسام الاستقلال الأردني ووسام الكوكب الأردني. كما حصلت على وسام مغربي رفيع.
كرّمها الملك عبد الله الثاني بن الحسين بوسام المئوية في احتفالية يوم الاستقلال في 25 أيار 2021.